# クリスティアネ・フュルスト
クリスティアネ・フュルスト（Christiane Fürst、1985年3月29日 - ）は、ドイツのドレスデン出身（当時の東ドイツ）の女子バレーボール選手。ポジションはミドルブロッカー。ドイツ代表。

## 来歴
アンダーカテゴリーの代表として2001年欧州ユース選手権、2003年世界ジュニア選手権を経てドイツ代表入りを果たし、2004年のアテネオリンピックに出場。2009～2010年にかけて代表チームで主将を務めた。また2006年、2010年の世界選手権、2011年のワールドカップではベストブロッカー賞を受賞した。
所属クラブのイタリア・セリエAのペーザロでは2連覇に貢献。2009年にベルガモへ移籍し、欧州チャンピオンズリーグでは優勝を経験。
2011年からはトルコリーグのワクフバンクへ移籍し、同チームへ移籍した木村沙織とチームメイトであった。2013年のヨーロッパ選手権で銀メダルを獲得、2014年のモントルーバレーマスターズで優勝を果たした。
2014-15シーズンよりトルコリーグの強豪エジザージュバシュ・ヴィトラへ移籍した。
2016年8月、日本のデンソーエアリービーズはフュルストの入団を発表した。2016/17Vチャレンジリーグで優勝し、プレミアリーグ昇格を果たすとともにMVPに選ばれた。

## 球歴
- オリンピック - 2004年
- 世界選手権 - 2006年、2010年、2014年
- ワールドカップ - 2011年
- 欧州選手権 - 2003年、2005年、2007年、2009年、2011年、2013年
- ワールドグランプリ - 2004年、2005年、2008年、2009年、2011年、2012年、2013年、2014年

## 受賞歴
- 2006年 - 世界選手権 ベストブロッカー賞
- 2007年 - モントルーバレーマスターズ ベストブロッカー賞
- 2009年 - 欧州選手権 ベストブロッカー賞
- 2010年 - 世界選手権 ベストブロッカー賞
- 2011年 - モントルーバレーマスターズ ベストスコアラー賞、ベストブロッカー賞
- 2011年 - 欧州選手権 ベストブロッカー賞
- 2011年 - ワールドカップ ベストブロッカー賞
- 2013年 - 欧州選手権 ベストブロッカー賞
- 2013年 - 世界クラブ選手権 ベストミドルブロッカー賞
- 2015年 - 2014-15欧州チャンピオンズリーグ フェアプレー賞
- 2017年 - 2016/17Vチャレンジリーグ MVP
- 2017年 - 第66回黒鷲旗全日本バレーボール大会 ベスト6

## 所属クラブ
- ドレスナーSC （1995年-2007年）
- スカボリーニ・ペーザロ （2007-2009年）
- バレー・ベルガモ （2009-2010年）
- フェネルバフチェ・アジュバーデム（2010-2011年）
- ワクフバンク・テュルクテレコム（2011-2014年）
- エジザージュバシュ・ヴィトラ（2014-2016年）
- デンソーエアリービーズ（2016-2018年）